# Gagea siphonantha
Gagea siphonantha là một loài thực vật có hoa trong họ Liliaceae. Loài này được Rech.f. miêu tả khoa học đầu tiên năm 1986.